# Centrochelys
Centrochelys – rodzaj żółwi z rodziny żółwi lądowych (Testudinidae).

## Zasięg występowania
Rodzaj obejmuje jeden występujący współcześnie gatunek występujący w Afryce (Mauretania, Senegal, Mali, Burkina Faso, Benin, Niger, Nigeria, Kamerun, Czad, Sudan, Erytrea, Etiopia, Sudan Południowy i Republika Środkowoafrykańska).

## Systematyka

### Etymologia
Centrochelys: gr. κεντρον kentron „ostry koniec, kolec”; εμυς emus, εμυδος emudos „żółw wodny”.

### Podział systematyczny
Do rodzaju należy jeden występujący współcześnie gatunek:
- Centrochelys sulcata (Miller, 1779) – żółw pustynny

oraz wymarłe:
- Centrochelys burchardi (Ahl, 1926)
- Centrochelys marocana Gmira, Lapparent de Broin, Geraads, Lefèvre, Mohib & Raynal, 2013
- Centrochelys robusta (Adams, 1877)
- Centrochelys vulcanica (López-Jurado & Mateo, 1993)

W 1998 roku w oparciu o cztery kości opisano wymarły gatunek Centrochelys atlantica, jednak późniejsze badania DNA i datowanie radiowęglowe materiału typowego wykazały, że kości należą do nadal żyjącego gatunku – żabuti czarnego (Chelonoidis carbonarius).